# Jean Leonardi
Pour les articles homonymes, voir Saint Jean et Leonardi (homonymie).
Jean Leonardi (Diecimo, 1541 - Rome, 9 octobre 1609) est un pharmacien italien, devenu prêtre et fondateur des Clercs réguliers de la Mère de Dieu et l'un des promoteurs du collège missionnaire de la Propaganda Fide.
Il est canonisé en 1938 par Pie XI. Liturgiquement il est commémoré le 9 octobre.

## Biographie
Giovanni Leonardi est né en 1541, à Diecimo, un village de la petite république de Lucques (aujourd'hui en Toscane). Ses parents sont de modestes propriétaires terriens. En 1567, il se rend dans la capitale pour y devenir pharmacien. Il se joint à une association de jeunes gens s'engageant à une vie radicalement évangélique, dirigée par un père dominicain. Abandonnant la pharmacie, il se met à l'étude de la théologie.
Ordonné prêtre en 1572, il se consacre à la formation chrétienne des jeunes dans sa paroisse de Lucques puis fonde une « Compagnie de la Doctrine chrétienne », dont le but est de faire passer par l'enseignement les prescriptions du concile de Trente dans la vie des paroisses. Il est bientôt rejoint par Jean-Baptiste Cioni, Georges Arrighini et les frères Jules et César Franciotti. Ils sont leur profession religieuse le 1er septembre 1574 sous le nom de prêtres réformés de la Sainte Vierge.
L'esprit réformateur de Jean Leonardi lui vaut des inimitiés, et il est expulsé de son pays, la République de Lucques ; mais il a le soutien du pape Clément VIII qui l'invite à Rome pour y réformer plusieurs communautés religieuses. C'est lui qui administre les dons pour faire construire le sanctuaire de la Madonna dell'Arco, près de Naples. Avec ses clercs, il travaille à répandre le culte marial, la dévotion aux Quarante Heures et la communion fréquente. Le sanctuaire de Sainte-Marie in Portico leur est confié en 1601 et ils y font renaître le culte marial autour de l'ancienne et vénérable icône.

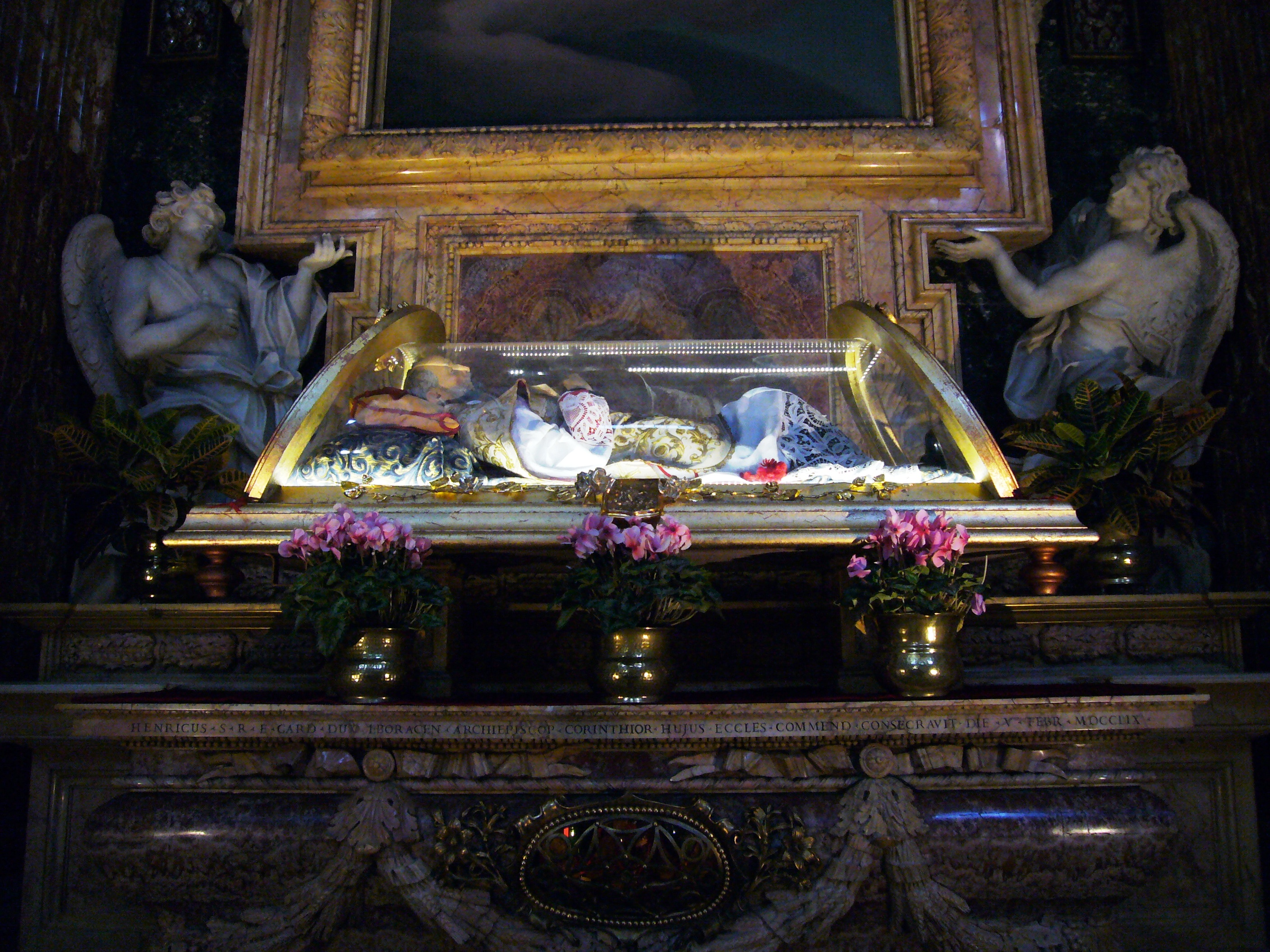
châsse du saint dans l'église Santa Maria in Campitelli de Rome.

Le pape, qui l'estime pour ses qualités de fermeté et de discernement, l'emploie à diverses tâches délicates comme la réforme de l'Ordre de Montevergine. Jean Leonardi fonde ensuite avec Jean Vivès le séminaire de la Propagation de la foi. Il meurt en 1609 en se dévouant auprès de ses frères atteints de l'épidémie d'influenza qui sévissait alors à Rome.
Il laisse à sa mort deux maisons de Clercs de la Mère de Dieu, une à Lucques et l'autre à Rome. Trois autres furent ouvertes au XVIIe siècle.
L'institut des Clercs réguliers de la Mère de Dieu reçoit l'approbation pontificale en 1614. La règle définitive de sa communauté n'est publiée qu'en 1851. Jean Leonardi est béatifié en 1861 et canonisé en 1938. Sa dépouille repose dans l'église Santa Maria in Campitelli de Rome. Liturgiquement, il est commémoré le 9 octobre. Le 8 août 2006, le pape Benoît XVI le déclare patron des pharmaciens.